# Alcippe castaneceps
Alcippe castaneceps е вид птица от семейство Pellorneidae. Видът е незастрашен от изчезване.

## Разпространение
Разпространен е в Бутан, Китай, Индия, Лаос, Малайзия, Мианмар, Непал, Тайланд и Виетнам.